# Cortinarius silvae-monachi
Cortinarius silvae-monachi är en svampart som först beskrevs av D.A. Reid, Murton & N.J. Westwood, och fick sitt nu gällande namn av Melot 1989. Cortinarius silvae-monachi ingår i släktet Cortinarius och familjen spindlingar.   Inga underarter finns listade i Catalogue of Life.